# Recarei
Recarei ist eine Gemeinde (Freguesia) im portugiesischen Kreis Paredes. In ihr leben 4479 Einwohner (Stand 19. April 2021).